# Neo Geo Cup '98 Plus Color
Neo Geo Cup '98 Plus Color (ネオジオカップ’９８プラス?) è un videogioco di calcio pubblicato nel 1999 dalla SNK Playmore per Neo Geo Pocket Color.

## Modalità di gioco
Il gioco prevede differenti modi di gioco: esibizione, dove è prevista anche l'amichevole a due giocatori; storia, dove è possibile giocare tornei contro altre nazionali; Soccer Shop, dove è possibile spendere i crediti ottenuti nei tornei. 

## Squadre
- Inghilterra
- Paesi Bassi
- Germania
- Jugoslavia
- Croazia
- Italia
- Spagna
- Francia
- Nigeria
- Camerun
- Corea del Sud
- Giappone
- Stati Uniti
- Messico
- Brasile
- Argentina